# Yukarı Karavaiz, Araban
Yukarıkaravaiz là một xã thuộc huyện Araban, tỉnh Gaziantep, Thổ Nhĩ Kỳ. Dân số thời điểm năm 2011 là 1.843 người.